# پل وورمسر
پل وورمسر (فرانسوی: Paul Wormser‎; ۱۱ ژوئن ۱۹۰۵ – ۱۷ اوت ۱۹۴۴) شمشیرباز اهل فرانسه بود.
وی در مسابقات کشوری و بین‌المللی در مجموع برندهٔ ۱ مدال برنز شده‌است.